# Премия «Сезар» за лучший оригинальный или адаптированный сценарий
«Премия „Сезар“ за лучший адаптированный или оригинальный сценарий» (фр. César du meilleur scénario original ou adaptation) — была одной из главных наград Академии искусств и технологий кинематографа Франции, присуждаемых за лучшую литературную основу для фильмов в рамках национальной кинопремии «Сезар» с 1976 года. Формально является устаревшей номинацией, так как с 2006 года (а также в 1983—1985 годах) была разделена на две категории: за лучший оригинальный сценарий и за лучший адаптированный сценарий.

## Победители и номинанты
Ниже представлен список фильмов получивших эту премию, а также номинанты.  Имена победителей выделены отдельным цветом 

## 1970-е
| Год  | Русское название            | Оригинальное название            | Авторы                          |
| ---- | --------------------------- | -------------------------------- | ------------------------------- |
| 1976 | Пусть начнётся праздник     | Que la fête commence…            | Жан Оранш, Бертран Тавернье     |
| 1976 | Семь смертей по рецепту     | Sept morts sur ordonnance        | Жорж Коншон, Жак Руффио         |
| 1976 | Старое ружьё                | Le Vieux Fusil                   | Роберт Энрико, Паскаль Жарден   |
| 1976 | Кузен, кузина               | Cousin Cousine                   | Жан Шарль Такелла               |
| 1977 | Судья и убийца              | Le Juge et l’Assassin            | Жан Оранш, Бертран Тавернье     |
| 1977 | Лучший способ маршировки    | La meilleure façon de marcher    | Клод Миллер, Люк Беро           |
| 1977 | И слоны бывают неверны      | Un éléphant ça trompe énormément | Жан-Лу Дабади                   |
| 1977 | Игрушка                     | Le Jouet                         | Франсис Вебер                   |
| 1978 | Провидение                  | Providence                       | Дэвид Мерсер                    |
| 1978 | Смерть негодяя              | Mort d’un pourri                 | Мишель Одиар                    |
| 1978 | Этот смутный объект желания | Cet obscur objet du désir        | Луис Бунюэль, Жан-Клод Каррьер  |
| 1978 | Мы все отправимся в рай     | Nous irons tous au paradis       | Жан-Лу Дабади, Ив Робер         |
| 1979 | Досье на 51-го              | Le Dossier 51                    | Мишель Девиль, Жиль Перро       |
| 1979 | Чужие деньги                | L’Argent Des Autres              | Кристиан де Шалонж, Пьер Димайе |
| 1979 | Сахар                       | Le Sucre                         | Жорж Коншон, Жак Руффио         |
| 1979 | Простая история             | Une histoire simple              | Жан-Лу Дабади, Клод Соте        |

## 1980-е
| Год  | Русское название               | Оригинальное название | Авторы                                               |
| ---- | ------------------------------ | --------------------- | ---------------------------------------------------- |
| 1980 | Холодные закуски               | Buffet froid          | Бертран Блие                                         |
| 1980 | Странная девчонка              | La Drôlesse           | Жак Дуайон                                           |
| 1980 | И… как Икар                    | I… Comme Icare        | Анри Вернёй, Дидье Декуан                            |
| 1980 | Чёрная серия                   | Série noire           | Ален Корно, Жорж Перек.                              |
| 1981 | Последнее метро                | Le Dernier Métro      | Сюзанн Шиффман, Франсуа Трюффо                       |
| 1981 | Мой американский дядюшка       | Mon oncle d’Amérique  | Жан Грюо                                             |
| 1981 | Атлантик-Сити                  | Atlantic City         | Гуар, Джон                                           |
| 1981 | Прямой репортаж о смерти       | La Mort en direct     | Дэвид Рэйфиел, Бертран Тавернье                      |
| 1982 | Под предварительным следствием | Garde à vue           | Мишель Одиар, Жан Эрман, Клод Миллер                 |
| 1982 | Безупречная репутация          | Coup de torchon       | Жан Оранш, Бертран Тавернье                          |
| 1982 | Борьба за огонь                | La Guerre du feu      | Жерар Браш                                           |
| 1982 | Странное дело                  | Une étrange affaire   | Жан-Марк Робертс, Кристофер Франк, Пьер Гранье-Дефер |

В 1983—1985 годах премия присуждалась в двух подкатегориях.
| Год  | Русское название                  | Оригинальное название                | Авторы                                               |
| ---- | --------------------------------- | ------------------------------------ | ---------------------------------------------------- |
| 1986 | Трое мужчин и младенец в люльке   | Trois Hommes Et Un Couffin           | Колин Серро                                          |
| 1986 | Свидание                          | Rendez-vous                          | Оливье Ассайас, Андре Тешине                         |
| 1986 | Умирают только дважды             | On ne meurt que deux fois            | Мишель Одиар, Жак Дере                               |
| 1986 | Дерзкая девчонка                  | L’Effrontée                          | Клод Миллер, Люк Беро, Бернар Стора, Анн Миллер      |
| 1986 | Опасность в доме                  | Peril En La Demeure                  | Мишель Девиль                                        |
| 1987 | Тереза                            | Thérèse                              | Камилла де Казабьянка, Ален Кавалье                  |
| 1987 | Жан де Флоретт                    | Jean de Florette                     | Клод Берри, Жерар Браш                               |
| 1987 | Вечернее платье                   | Tenue de Soirée                      | Бертран Блие                                         |
| 1987 | Беглецы                           | Les Fugitifs                         | Франсис Вебер                                        |
| 1988 | До свидания, дети                 | Au revoir les enfants                | Луи Маль                                             |
| 1988 | Тандем                            | Tandem                               | Патрис Леконт, Патрик Девольф                        |
| 1988 | Гран Шман                         | Le Grand Chemin                      | Жан-Луп Хьюберт                                      |
| 1988 | Друг моей подруги                 | L’Ami de mon amie                    | Эрик Ромер                                           |
| 1988 | Страсти по Беатрис                | La Passion Béatrice                  | Коло Тавернье                                        |
| 1989 | Жизнь – это долгая спокойная река | La vie est un long fleuve tranquille | Этьен Шатилье, Флоранс Кентен                        |
| 1989 | Маленькая воровка                 | La Petite Voleuse                    | Франсуа Трюффо, Клод Де Живре, Клод Миллер, Люк Беро |
| 1989 | Чтица                             | La Lectrice                          | Мишель Девиль, Розалинда Девиль                      |
| 1989 | Странное место для встречи        | Drôle d’endroit pour une rencontre   | Франсуа Дюпейрон, Доминик Фэсс                       |

## 1990-е
| Год  | Русское название                   | Оригинальное название                | Авторы                                             |
| ---- | ---------------------------------- | ------------------------------------ | -------------------------------------------------- |
| 1990 | Слишком красива для тебя           | Trop Belle Pour Toi                  | Бертран Блие                                       |
| 1990 | Жизнь и ничего больше              | La vie et rien d’autre               | Жан Космо, Бертран Тавернье                        |
| 1990 | Форс-мажор                         | Force majeure                        | Пьер Жоливе, Оливье Шацки                          |
| 1990 | Безжалостный мир                   | Un monde sans pitié                  | Эрик Рошан                                         |
| 1991 | Скромница                          | La Discrète                          | Кристиан Венсан, Жан-Пьер Ронси                    |
| 1991 | Сирано де Бержерак                 | Cyrano de Bergerac                   | Жан-Поль Раппно, Жан-Клод Каррьер                  |
| 1991 | Маленький преступник               | Force majeure                        | Жак Дуайон                                         |
| 1991 | Муж парикмахерши                   | Le Mari de la coiffeuse              | Патрис Леконт, Клод Клоц                           |
| 1992 | Деликатесы                         | Delicatessen                         | Жан-Пьер Жёне, Марк Каро, Жиль Андриен             |
| 1992 | Спасибо, жизнь                     | Merci La Vie                         | Бертран Блие                                       |
| 1992 | Все утра мира                      | Tous Les Matins Du Monde             | Паскаль Киньяр, Ален Корно                         |
| 1992 | Ван Гог                            | Van Gogh                             | Морис Пиала                                        |
| 1993 | Кризис                             | La Crise                             | Колин Серро                                        |
| 1993 | Л-627                              | L.627                                | Бертран Тавернье                                   |
| 1993 | Дикие ночи                         | Les Nuites Fauves                    | Сирил Коллар                                       |
| 1993 | Часовой                            | La Sentinelle                        | Арно Деплешен                                      |
| 1993 | Сердце зимой                       | Un coeur en hiver                    | Клод Соте, Жак Фьески                              |
| 1994 | Курить/Не курить                   | Smoking / No Smoking                 | Аньес Жауи, Жан-Пьер Бакри                         |
| 1994 | Жерминаль                          | Germinal                             | Клод Берри, Арлетт Лангман                         |
| 1994 | Любимое время года                 | Ma saison préférée                   | Паскаль Боницер, Андре Тешине                      |
| 1994 | Пришельцы                          | Les Visiteurs                        | Кристиан Клавье, Жан-Мари Пуаре                    |
| 1994 | Три цвета: Синий                   | Trois Couleurs: Bleu                 | Кшиштоф Кесьлёвский, Кшиштоф Песевич               |
| 1995 | Дикий тростник                     | Les Roseaux sauvages                 | Оливье Массар, Жиль Торан, Андре Тешине            |
| 1995 | Смотри, как падают люди            | Regarde les hommes tomber            | Жак Одиар, Ален Ле Анри                            |
| 1995 | Коварство славы                    | Grosse Fatigue                       | Мишель Блан, Андре Тешине                          |
| 1995 | Королева Марго                     | La Reine Margot                      | Даниэль Томпсон, Патрис Шеро                       |
| 1995 | Три цвета: Красный                 | Trois Couleurs: Rouge                | Кшиштоф Кесьлёвский, Кшиштоф Песевич               |
| 1996 | Проклятый газон                    | Gazon Maudit                         | Жозиан Баласко, Тешле Бурмен                       |
| 1996 | Церемония                          | La Cérémonie                         | Клод Шаброль, Каролин Элиашефф                     |
| 1996 | Нелли и месье Арно                 | Nelly et Monsieur Arnaud             | Жак Фьески, Клод Соте                              |
| 1996 | Ненависть                          | La Haine                             | Матьё Кассовиц                                     |
| 1996 | Любовь в лугах                     | Le Bonheur est dans le pré           | Флоранс Квентин                                    |
| 1997 | Семейная атмосфера                 | Un air de famille                    | Аньес Жауи, Жан-Пьер Бакри, Седрик Клапиш          |
| 1997 | Вечерний прикид                    | Pédale douce                         | Габриэль Агийон, Патрик Тимси                      |
| 1997 | Никому не известный герой          | Un héros très discret                | Жак Одиар, Ален Ле Анри                            |
| 1997 | Капитан Конан                      | Capitaine Conan                      | Бертран Тавернье, Жан Космо                        |
| 1997 | Насмешка                           | Ridicule                             | Реми Уотерхаус                                     |
| 1998 | Известные старые песни             | On connaît la chanson                | Аньес Жауи, Жан-Пьер Бакри                         |
| 1998 | Кузен                              | Le Cousin                            | Мишель Александр, Ален Корно                       |
| 1998 | Сухая чистка                       | Nettoyage à sec                      | Анн Фонтен, Жиль Торан                             |
| 1998 | Вестерн по-французски              | Western                              | Мануэль Пурье, Жан-Франсуа Гуайе                   |
| 1998 | Мариус и Жаннетт                   | Marius et Jeannette                  | Жан-Луи Милези, Робер Гедигян                      |
| 1999 | Ужин с придурком                   | Le dîner de cons                     | Франсис Вебер                                      |
| 1999 | Воображаемая жизнь ангелов         | La Vie rêvée des anges               | Эрик Зонка, Роже Бобо, Вирджини Вагон, Пьер Чоссон |
| 1999 | Те, кто меня любит, поедут поездом | Ceux qui m’aiment prendront le train | Даниэль Томпсон, Патрис Шеро, Пьер Тривидик        |
| 1999 | Вандомская площадь (фильм)         | Place Vendôme                        | Жак Фьески, Николь Гарсия                          |
| 1999 | Поезд жизни                        | Train de vie                         | Раду Михайляну                                     |

## 2000-е
| Год  | Русское название                       | Оригинальное название               | Авторы                                                     |
| ---- | -------------------------------------- | ----------------------------------- | ---------------------------------------------------------- |
| 2000 | Салон красоты «Венера»                 | Vénus beauté (institut)             | Тони Маршаль                                               |
| 2000 | Болезнь Захса                          | La Maladie de Sachs                 | Мишель Девиль, Розалинд Девиль                             |
| 2000 | Девушка на мосту                       | La fille sur le pont                | Серж Фридман                                               |
| 2000 | Мой маленький бизнес                   | Ma petite entreprise                | Пьер Жоливе, Симон Микаэль                                 |
| 2000 | Рождественский пирог                   | La Bûche                            | Даниэль Томпсон, Кристофер Томпсон                         |
| 2001 | На чужой вкус                          | Le Goût des autres                  | Жан-Пьер Бакри, Аньес Жауи                                 |
| 2001 | Человеческие ресурсы                   | Ressources humaines                 | Лоран Канте, Жиль Маршан                                   |
| 2001 | Гарри — друг, который желает вам добра | Harry un ami qui vous veut du bien  | Доминик Молль, Жиль Маршан                                 |
| 2001 | Дочери короля                          | Saint-Cyr                           | Ив Томас, Патрисия Мазюи-Реджьяни                          |
| 2001 | Дело вкуса                             | Une affaire de goût                 | Бернар Рапп, Жиль Торан                                    |
| 2002 | Читай по губам                         | Sur mes lèvres                      | Жак Одиар, Тонино Бенаквиста                               |
| 2002 | Палата для офицеров                    | La Chambre des officiers            | Франсуа Дюпейрон                                           |
| 2002 | Амели                                  | Le Fabuleux Destin d’Amélie Poulain | Жан-Пьер Жёне, Гийом Лоран                                 |
| 2002 | Хаос                                   | Chaos                               | Колин Серро                                                |
| 2002 | Ничья земля                            | No Man’s Land                       | Данис Танович                                              |
| 2003 | Аминь                                  | Amen.                               | Коста-Гаврас, Жан-Клод Грумберг                            |
| 2003 | Целуй кого хочешь                      | Embrassez qui vous voudrez          | Мишель Блан                                                |
| 2003 | Пианист                                | Le Pianiste                         | Рональд Харвуд                                             |
| 2003 | Испанка                                | L’Auberge espagnole                 | Седрик Клапиш                                              |
| 2003 | 8 женщин                               | 8 femmes                            | Франсуа Озон, Марина де Ван                                |
| 2004 | Нашествие варваров                     | Les Invasions barbares              | Дени Аркан                                                 |
| 2004 | Удивительная пара                      | Un couple épatant                   | Люка Бельво                                                |
| 2004 | С тех пор, как уехал Отар              | Depuis qu’Otar est parti…           | Жюли Бертуччелли, Бернард Ренуччи, Роже Бобо               |
| 2004 | Страх и трепет                         | Stupeur et Tremblements             | Ален Корно                                                 |
| 2004 | Бон вояж!                              | Bon voyage                          | Жан-Поль Раппно, Патрик Модиано                            |
| 2005 | Увёртка                                | L’Esquive                           | Абделатиф Кешиш, Галия Лакруа                              |
| 2005 | Короли и королева                      | Rois et Reine                       | Арно Деплешен, Роже Бобо                                   |
| 2005 | Посмотри на меня                       | Comme une image                     | Аньес Жауи, Жан-Пьер Бакри                                 |
| 2005 | Долгая помолвка                        | Un long dimanche de fiançailles     | Жан-Пьер Жёне, Гийом Лоран                                 |
| 2005 | Набережная Орфевр, 36                  | 36 Quai des Orfèvres                | Оливье Маршаль, Франк Манкузо, Жюльен Рапно, Доминик Луазо |